# چیپ و دیل
چیپ و دیل (Chip 'n' Dale) (همچنین چیپ اِن دیل یا چیپ اَن دیل) دو شخصیت کارتونی هستند که در سال ۱۹۴۳ توسط شرکت والت دیزنی خلق شده‌اند. به عنوان برادران انسان‌تراشه‌ای  ، نام آنها از روی نام کابینت ساز و طراح مبلمان قرن ۱۸ توماس چیپندیل برداشته شده‌است. این نام توسط بیل "تکس" هنسون، هنرمند در استودیو پیشنهاد شد.